# Takna Jigme Sangpo

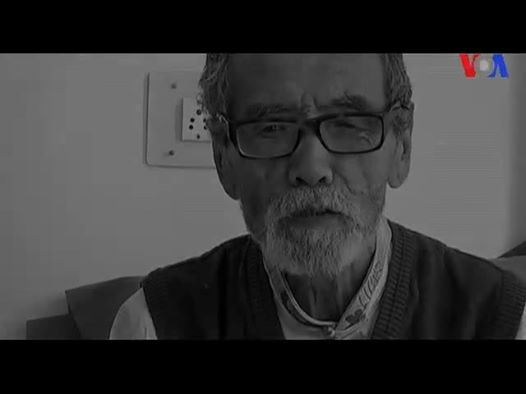
Takna Jigme Sangpo

Takna Jigme Sangpo, ook geschreven als Zangpo (Tibet, 1926 - Thurbental, 17 oktober 2020) was een Tibetaans activist en politiek gevangene. Hij bracht 32 jaar door in drie verschillende werkkampen en gevangenissen in de Volksrepubliek China. Tussen 15 februari 2000 en zijn vrijlating op 31 maart 2002 was hij de langstzittende politiek gevangene ter wereld.

## Werkkampen
Sangpo was leraar van de basisschool en leerde kinderen tot 1964 Tibetaans en over de geschiedenis van Tibet en de Tibetaanse cultuur, wat op dat moment verboden was. Hiervoor werd hij veroordeeld tot drie jaar heropvoeding door werk, omdat hij de gedachten van de kinderen had 'vervuild met reactionaire ideeën'.
In 1970 werden leden van een ondergrondse organisatie met de naam Tijger-Draak gearresteerd die een foto van Sangpo met zich droegen. Sangpo werd opgepakt en beschuldigd van lidmaatschap van een criminele beweging. Hij werd aangeklaagd voor illegale politieke activiteiten en kreeg een gevangenisstraf van tien jaar opgelegd. Om informatie los te krijgen, kreeg hij een ijzeren orthese aangemeten die hem ernstig beperkte in zijn bewegingsvrijheid en die hij negen maanden met zich meedroeg. Hierna werkte hij zeven jaar in een steengroeve, totdat hij in de laatste drie jaar blind werd door groene staar. Hieraan werd hij na vrijlating in 1981 geopereerd.

## Gevangenis
In 1983 maakte hij twee posters met de tekst Chinese indringers moeten terug naar China en Tibet behoort aan de Tibetanen. Hij plakte deze posters aan de muren van de Jokhangtempel in Lhasa en werd opnieuw opgepakt. Hiervoor werd hij op 12 juli 1983 veroordeeld tot 15 jaar gevangenisstraf en 5 jaar ontzegging van politieke en burgerrechten, met als aanklacht het verspreiden van en ophitsen met contrarevolutionaire propaganda. Deze gevangenisstraf werd met vijf jaar verhoogd, nadat hij volgens de aanklacht op 1 december 1988 reactionaire slogans uit de gevangenis van Drapchi in Lhasa had geroepen.
Op 6 december 1991 kwam een bericht dat hij was geslagen en gedurende zes weken werd opgesloten in een isoleercel. Toen de Drapchi-gevangenis werd bezocht door een delegatie van het Internationaal Comité van het Rode Kruis met de Zwitserse ambassadeur, wachtte hij zijn moment af en riep toen Vrij Tibet!. Door dit voorval werd zijn gevangenisstraf verhoogd met acht jaar. In 1998 deed hij mee aan protesten in de Drapchi-gevangenis en werd van 1 tot 4 mei opgesloten in een isoleercel. In de gevangenis bleef hij protesteren voor een vrij Tibet en zette ook andere gevangenen aan om hetzelfde te doen.

## Vrijlating
Om gezondheidsredenen werd hij vrijgelaten op 31 maart 2002, op een leeftijd van 76 jaar. Voor zijn vrijlating hadden regeringen van Zwitserland en de Verenigde Staten en verschillende niet-gouvernementele organisaties geijverd. Van de 41 jaar die hem in totaal was opgelegd, zat hij gedurende 37 jaar met onderbrekingen 32 jaar gevangenisstraf uit. 
Op 13 juli 2002 kreeg hij toestemming om voor eerste medische behandeling naar Washington D.C. te gaan en in augustus van dat jaar vestigde hij zich in Zwitserland, waar hem politiek asiel en medische behandeling werd geboden.
Op 10 maart 2003, op Dag van de Tibetaanse Opstand liep hij mee tijdens een manifestatie in Brussel. Ook is hij dat jaar te zien in de documentaire Wheel of Time van Werner Herzog. Op 6 juni 2008 sprak hij voor de Mensenrechtenraad van de Verenigde Naties. Op 24 juni 2009 werd hij door de Spaanse onderzoeksrechter Ismael Moreno ondervraagd, in het onderzoek naar genocide door de regering van de Volksrepubliek China in Tibet. Sangpo verklaarde hier, dat ze hem hadden gemarteld alsof hij een dier was.
Op 17 oktober 2020 overleed Sangpo in het bejaardenhuis in Thurbental waar hij sinds zijn komst naar Zwitserland woonde.